# Nové Mesto nad Váhom
Nové Mesto nad Váhom je město na Slovensku ležící v Trenčínském kraji, asi 23 kilometrů od Trenčína. Žije v něm přibližně 20 tisíc obyvatel.

## Historie

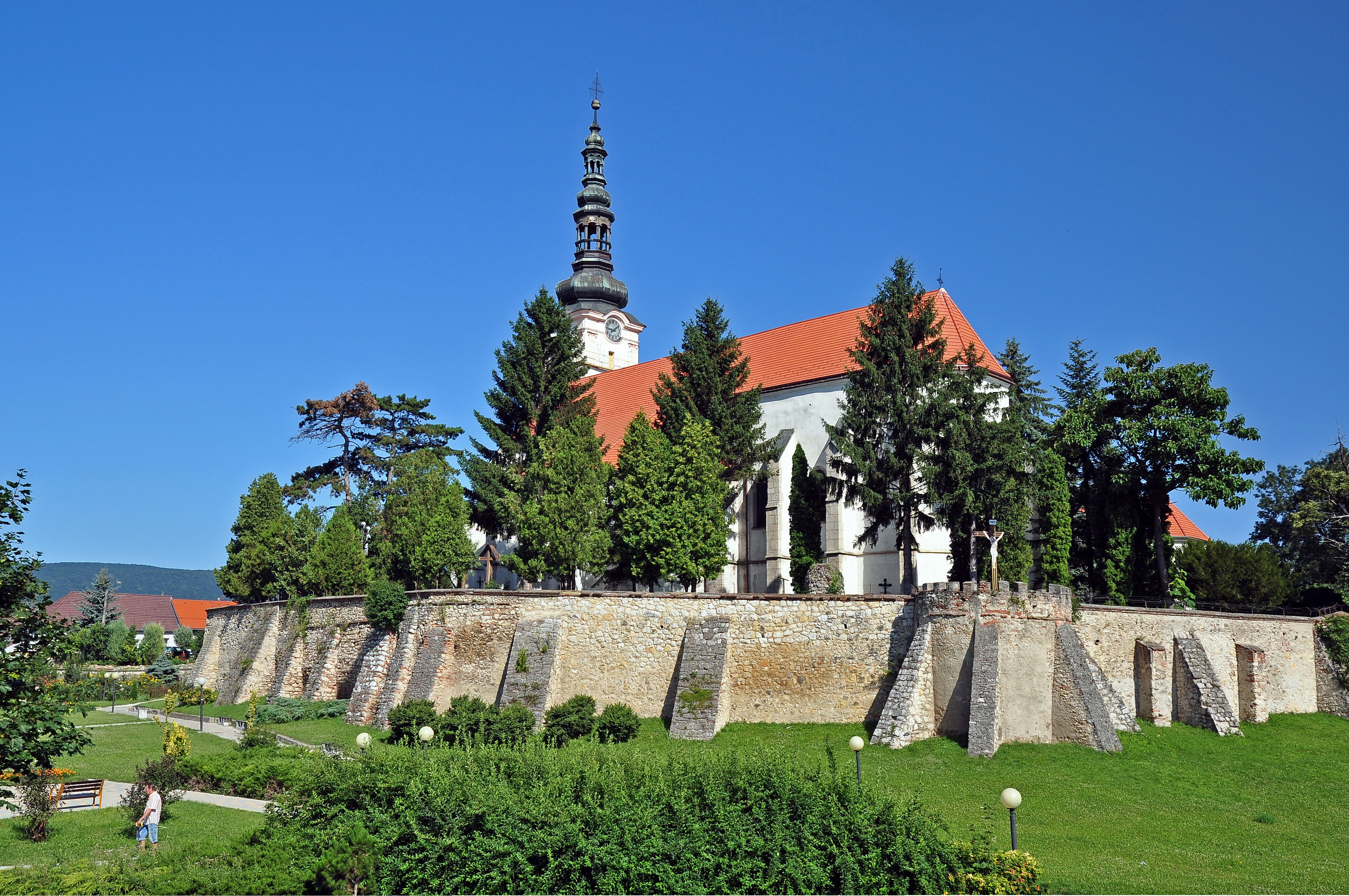
Kostel Narození Panny Marie

V místní části Mnešice bylo objeveno pravěké sídliště a naleziště z paleolitu, eneolitu, popelnicové sídliště z mladší doby bronzové a velkomoravské hroby. Ze slovanské osady se později vyvinula tržní osada díky výhodné poloze na křižovatce cest Povážím a na Moravu s brodem přes Váh. První písemná zmínka pochází z roku 1253, kdy Béla IV. udělil svobody měšťanům za věrnost při vpádu Tatarů. V letech 1388–1550 patřila k panství obec Beckov. Roku 1440 napadli město husité, v letech 1530 a 1559 Turci a v období stavovských povstání roku 1705 císařská vojska. V 16. a 17. století byly postaveny hradby.

## Přírodní poměry
Město leží v severní části výběžku Podunajské nížiny na úpatí Malých Karpat na pravém břehu Váhu, v nadmořské výšce 195 metrů. Vodní toky a plochy na území města jsou Váh, Klanečnica, Kamečnica, Biskupický kanál a Zelená Voda.
Ve správním území města leží nebo do něj částečně zasahují přírodní rezervace Turecký vrch, Kobela a národní přírodní památka Čachtická jeskyně.

## Obyvatelstvo
- Slováci: 95,07 %
- Češi: 1,73 %
- Romové: 0,56 %
- Maďaři: 0,18 %
- Němci: 0,16 %

## Části města
Městské části: Mnešice, Izbice, Hájovky, Rajková, Záhumenice, Horné Samoty, Dolné Samoty, Lúka I., Lúka II., Centrum I., Centrum II., Centrum III., sídliště Javorinská

## Pamětihodnosti
- Ve městě stojí opevněný kostel Narození Panny Marie. Věž tohoto kostela je odkloněna o 107 cm od své osy a tak patří k nejšikmějším stavbám na Slovensku. Původně pozdně románský kostel pochází z poloviny 13. století. V letech 1414–1423 byl přestavěn v gotickém slohu jako oktogonální objekt. V letech 1667–1675 přestavěli gotickou loď na barokní trojlodí vsunutím dělicích arkád. V kostele se nachází křížová cesta od Jozefa Božetěcha Klemense.
- Židovský hřbitov s náhrobky ze 16.–19. století
- Podjavorinské muzeum na Námestí slobody

## Osobnosti
- Ján Abrahamffy (1662–1728), barokní spisovatel, autor první tištěné slovenské katolické modlitební knížky
- Alexander Doman (1914–1996), slovenský důstojník, příslušník československé zahraniční armády, účastník Slovenského národního povstání
- Imrich Esterházy (1664–1745), kněz řádu paulánů, diplomat, záhřebský a ostřihomský arcibiskup, uherský primas.
- Ján Hrušovský (1892–1975), prozaik, novinář a esejista
- Ernest Nagel (1901–1985), americký filosof, logik a teoretik vědy